# Хирхе
Хирхе (кор. 흘해, 訖解, Heulhae, Hŭrhae; пом. 356) — корейський правитель, шістнадцятий володар (ісагим) держави Сілла періоду Трьох держав.

## Життєпис
Походив з клану Сок. Онук ісагима Нехе. Його батьком, імовірно, був Уро, впливовий військовик. Дата народження невідома. Відповідно до «Самгук Сагі» Хирхе, коли посів трон 310 року, був досить молодим. 312 або 313 року пошлюбив представницю панівної династії держави Ямато.
317 року Сілла постраждала від великої посухи. Від 318 року видав низку наказів стосовно відновлення сільського господарства. До 330 року було створено систему водосховищ.
344 року намагався пошлюбити представницю владущого роду з Пекче. 346 року з невідомих причин розлучився з дружиною-японкою (або та померла за підозрілих причин). Ймовірно, у відповідь війська Ямато атакували Сіллу. Це сталося того ж або 347 року. Впливовий сановник — ібольчхан Кансе — відрадив Хирхе, який планував виступити зі столиці Кьонджу й атакувати супротивника. Натомість зачинився в столиці, де витримав тривалу облогу яматоського війська. Ворог сплюндрував узбережжя на землі на схід від Кьонджу. Не маючи харчів, військо Ямато взяло данину з Хирхе та відступило на Японські острови. Проте на прибережних землях яматосці залишили намісника (мікотомоті) — сукуне Вані-но Оято-но.
Надалі Хирхе зумів зміцнити владу в державі, а потім організував вбивство японського намісника, повернувши владу над узбережжям до кінця свого панування. Помер 356 року. Йому спадкував Немуль з клану Кім.